# Empar Coloma i Chalmeta
Empar Coloma i Chalmeta (Barcelona, segle XX), fou una cooperativista, comunista, feminista vinculada a Barcelona.

## Biografia
Empar Coloma i Chalmeta va ser una dona cooperativista molt activa a la Barcelona del primer terç del segle xx. Membre d'una reconeguda família de cooperativistes: filla de Micaela Chalmeta i Martí (coneguda feminista i militant socialista impulsora, juntament amb la seva filla, de la lluita per la participació de les dones en el moviment cooperativista català) i Joan Coloma (militant destacat del cooperativisme català i membre del Partit Socialista Obrer i Espanyol), germana de Joan Coloma i Chalmeta (un dels dirigents més rellevants del cooperativisme català dels anys 1920 i 1930), casada amb Bruno Ginestà Manubens (cooperativista i secretari del comitè d’enllaç CNT-UGT de Catalunya), i mare de Marina Ginestà i Coloma (periodista, escriptora, intèrpret i militant antifeixista catalana).
Juntament amb la seva mare, l'Empar va ser una de les membres més actives de l'Agrupació Femenina Socialista de Barcelona així com de l'Agrupació Femenina de Propaganda Cooperatista, com a representant de la Cooperativa del Vestir. L'Empar va ser candidata a les eleccions municipals de 1934 pel Partit Comunista, en companyia de Lina Odena i José del Barrio. El 1934, en un article al setmanari Acción Cooperatista, expressava els seus propis plantejaments: “Aspirem a l’abolició de la societat capitalista i a la implantació d’un nou sistema col·lectivista de producció i distribució, a una era de bondat i justícia imposada pels que produïm”.